# Championnat du Brésil de football 2000
Navigation
Édition précédente Édition suivante
Le championnat du Brésil de football 2000 est la manifestation de 2000 du championnat du Brésil de football qui détermine chaque année un champion parmi les équipes de football brésiliennes de première division.

## Historique
À la fin du Championnat du Brésil de football 1999 Gama contesta en justice sa relégation, causée par la décision de la justice sportive d'accorder à Botafogo (Rio de Janeiro) et Internacional des victoires sur São Paulo. Gama gagna son recours devant les tribunaux ce qui provoqua l'organisation par le Club des 13 de son propre championnat appelé La Coupe João Havelange 2000. 
Cependant les tribunaux forcèrent le Club des 13 à admettre Gama dans ce championnat.
La CBF qui au départ avait renoncé à organiser le championnat du Brésil de football 2000 décida de reconnaître ce tournoi bien qu'il ne respectait pas les règles de promotion et de relégation du championnat 1999, et dans lequel la répartition des équipes entre les modules reposait sur des critères jamais révélés.
Toutefois Gama fut incluse dans le championnat malgré la décision de la FIFA interdisant aux équipes de jouer contre Gama.
Ce championnat fut divisé en 4 modules (Bleu, Jaune, Vert et Blanc) basés sur la popularité et le passé sportif des 114 clubs participants.
La phase finale regroupait les 12 premiers du module bleu, les 3 premiers du module jaune et le vainqueur du match entre le 1er du module vert et celui du module blanc.

## Module Bleu[1]
Le module bleu regroupait 25 participants comprenant outr  Gama, 
- les 18 clubs de première division sur 22 qui n'avaient pas été relégués lors de la saison 1999 (dont le dernier Sport Club do Recife et l'avant dernier  Portuguesa FC)
- les 2 clubs promus venant de la seconde division Goiás EC et Santa Cruz FC
- EC Juventude qui avait pourtant été relégué en 2e division
- EC Bahia qui avait fini 3e de la seconde division
- América Futebol Clube (Belo Horizonte) éliminé en 1/4 de finale de la phase finale de la 2e division
- Fluminense FC champion de 3e division

|   |    |                             | J  | G  | N | P  | +  | -  | GD  | Pts |
| - | -- | --------------------------- | -- | -- | - | -- | -- | -- | --- | --- |
| Q | 1  | Cruzeiro EC                 | 24 | 12 | 9 | 3  | 46 | 27 | +19 | 45  |
| Q | 2  | Sport Recife                | 24 | 12 | 6 | 6  | 46 | 27 | +19 | 42  |
| Q | 3  | Fluminense FC               | 24 | 12 | 6 | 6  | 45 | 31 | +14 | 42  |
| Q | 4  | Goiás EC                    | 24 | 11 | 8 | 5  | 41 | 29 | +12 | 41  |
| Q | 5  | CR Vasco da Gama            | 24 | 11 | 6 | 7  | 36 | 37 | -1  | 39  |
| Q | 6  | São Paulo FC                | 24 | 10 | 9 | 5  | 46 | 35 | +11 | 39  |
| Q | 7  | AA Ponte Preta              | 24 | 11 | 5 | 8  | 49 | 35 | +14 | 38  |
| Q | 8  | Atlético Paranaense         | 24 | 11 | 5 | 8  | 32 | 28 | +4  | 38  |
| Q | 9  | SC Internacional            | 24 | 10 | 8 | 6  | 34 | 25 | +9  | 38  |
| Q | 10 | Grêmio Porto Alegre         | 24 | 10 | 7 | 7  | 37 | 31 | +6  | 37  |
| Q | 11 | SE Palmeiras                | 24 | 10 | 7 | 7  | 29 | 30 | -1  | 37  |
| Q | 12 | EC Bahia                    | 24 | 10 | 6 | 8  | 32 | 31 | +1  | 36  |
|   | 13 | Guarani FC                  | 24 | 9  | 8 | 7  | 29 | 29 | 0   | 35  |
|   | 14 | Santos FC                   | 24 | 9  | 6 | 9  | 38 | 31 | +7  | 33  |
|   | 15 | CR Flamengo                 | 24 | 9  | 6 | 9  | 42 | 37 | +5  | 33  |
|   | 16 | Botafogo FR                 | 24 | 9  | 5 | 10 | 31 | 35 | -4  | 32  |
|   | 17 | Portuguesa FC               | 24 | 9  | 5 | 10 | 34 | 43 | -9  | 32  |
|   | 18 | EC Vitória                  | 24 | 9  | 4 | 11 | 44 | 40 | +4  | 31  |
|   | 19 | América FC (Belo Horizonte) | 24 | 7  | 6 | 11 | 26 | 35 | -9  | 27  |
|   | 20 | Atlético Mineiro            | 24 | 7  | 6 | 11 | 31 | 42 | -11 | 27  |
|   | 21 | EC Juventude                | 24 | 7  | 5 | 12 | 27 | 36 | -9  | 26  |
|   | 22 | SE Gama                     | 24 | 6  | 4 | 14 | 22 | 39 | -17 | 22  |
|   | 23 | Coritiba FC                 | 24 | 5  | 6 | 13 | 26 | 35 | -9  | 21  |
|   | 24 | SC Corinthians              | 24 | 4  | 4 | 16 | 26 | 46 | -20 | 16  |
|   | 25 | Santa Cruz FC (Recife)      | 24 | 3  | 7 | 14 | 18 | 51 | -33 | 16  |

## Module Jaune

### Demi-finales
- Paysandu Sport Club          1-1;   4-5  AD São Caetano
- Paraná             0-0 ;   2-1   Remo

### Match pour la3eplace
- Remo             3-2;   1-1   Paysandu Sport Club

### Finale
- Paraná           1-1;    3-1  AD São Caetano

- Paraná 13e qualifié
- São Caetano 14e qualifié
- Remo 15e qualifié

## Modules vert et blanc
- Malutrom (São José dos Pinhais-PR) 16e qualifié

## Phase finale

### 1/8 Finales
- Malutrom (São José dos Pinhais-PR)  0-3 ;   1-1  Cruzeiro EC
- Remo               1-2 ;     0-1  Sport Club do Recife
- AD São Caetano      3-3 ;              1-0  Fluminense FC
- Paraná           1-1 ;   3-0      Goiás
- EC Bahia           3-3 ;     2-3  CR Vasco de Gama
- SE Palmeiras           1-1 ;    2-1  São Paulo FC
- Grêmio Porto Alegre           1-0 ;   1-2   AA Ponte Preta
- SC Internacional       0-0 ;    2-1  Clube Atlético Paranaense

### 1/4 Finales
- SC Internacional      1-1,    2-3   Cruzeiro EC
- Grêmio Porto Alegre             2-1 ;          1-1  Sport Club do Recife
- SE Palmeiras        3-4 ;   2-2  AD São Caetano

CR Vasco de Gama    3-1 ;     0-1   Paraná

### 1/2 Finales
- CR Vasco de Gama      2-2 ;   3-1 Cruzeiro EC

AD São Caetano        3-2 ;    3-1   Grêmio Porto Alegre

## Finale
- AD São Caetano       1-1 ;    1-3  CR Vasco de Gama

Vasco de Gama est déclaré champion par la  CBF
Le 13 janvier 2001, la  CBF annonce que le São Caetano est promu en 1re division grâce à ses succès dans la Copa Havelange.